# Emmanuel Hamel
Pour les articles homonymes, voir Hamel.
Emmanuel Hamel, né à Paris le 9 janvier 1922 et mort à Paris le 4 novembre 2003, est un homme politique français. Il est sénateur du Rhône du 28 septembre 1986 au 4 novembre 2003.

## Biographie

### Jeunesse et études
Emmanuel Hamel effectue ses études secondaires au collège Stanislas. Il étudie à l'École libre des sciences politiques et à l'université de Paris et de Strasbourg. Il est titulaire d'un doctorat en économie.

### Parcours professionnel
Il est conseiller honoraire à la Cour des Comptes.
Hostile à la loi sur l'interruption volontaire de grossesse présentée par Simone Veil, il fait entendre à la tribune de l'Assemblée avec René Feït un enregistrement des battements de cœur d'un fœtus, le 26 novembre 1974.
Au cours de son mandat de sénateur il est membre du Groupe Union pour un Mouvement Populaire et Secrétaire du Sénat.
Il est le premier parlementaire à avoir saisi le ministre de l'écologie sur la question des prospectus publicitaires, qui débouchera sur la création de l'autocollant Stop pub.

### Parcours professoral
Emmanuel Hamel est professeur d'économie politique à l'ESSEC Business School et à l'Institut d'études politiques de Paris entre 1958 et 1973. 